# Heinrich XI. (Liegnitz)

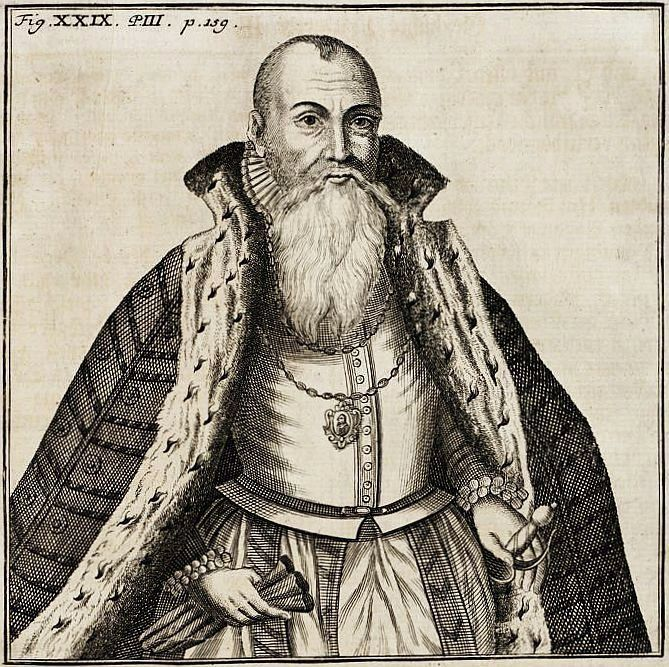
Heinrich XI.

Heinrich XI. (* 23. Februar 1539 in Liegnitz, Herzogtum Liegnitz; † 3. März 1588 in Krakau) war von 1559 bis 1570 alleinregierender Herzog von Liegnitz und von 1571 bis 1576 sowie von 1580 bis 1581 Mitregent seines Bruders Friedrich IV.

## Herkunft und Familie
Heinrich entstammte dem Liegnitzer Zweig der Schlesischen Piasten. Seine Eltern waren der Herzog Friedrich III. von Liegnitz und Katharina von Mecklenburg, Tochter des Herzogs Heinrich V. von Mecklenburg. 
Am 11. November 1560 vermählte sich Heinrich in Liegnitz mit Sophie (1535–1587), der Tochter des Ansbacher Markgrafen Georg des Frommen und seiner dritten Ehefrau Aemilia von Sachsen. Der Ehe entstammten die Kinder:
- Katharina Sophie (7. August 1561,  † 10. Mai 1608), verheiratet mit Friedrich von Zweibrücken, Pfalzgraf von Veldenz (1557–1597)
- Anna Maria (* 1. Januar 1563, † 28. Februar 1620)
- Emilia (* 26. Dezember 1563, † 9. November 1618)
- Georg-Friedrich (* 11. September 1565, † 14. Dezember 1565)
- Sabina Barbara (* 19. Januar 1571, † 14. Februar 1572)

## Leben
Heinrich trat zunächst in die Dienste des Kaisers Ferdinand I. Nachdem sein Vater 1559 vom Kaiser abgesetzt und gefangen genommen worden war, übernahm Heinrich die Regentschaft über das Herzogtum Liegnitz. Gleichzeitig musste er sich dem Kaiser gegenüber verpflichten, bei wichtigen Angelegenheiten den Rat seines Onkels Georg II. einzuholen und keine Religionsänderung zum Protestantismus vorzunehmen.
1566 nahm Heinrich am Reichstag zu Augsburg teil. Nach dem Tod des Vaters 1570 kam es zwischen Heinrich XI. und dessen jüngerem Bruder Friedrich IV. zu einem langwierigen Streit um die ererbten Besitzungen. 1571 schlossen sie einen Vergleich, wonach ihre Länder ungeteilt bleiben und von den Brüdern gemeinsam regiert werden sollten. 
Nach dem Tod des polnischen Königs Sigismund II. August 1573 bewarb sich Heinrich, wie auch der Teschener Herzog Wenzel III., um die polnische Krone. Da sie beide protestantisch und zudem der polnischen Sprache nicht mächtig waren, hatten sie kaum Wahlchancen. Während Wenzel III. nach der ersten Wahl seine Kandidatur zurückzog, kandidierte Heinrich auch bei der nächsten Wahl, die 1574 nach der Flucht bzw. Absetzung des Königs Heinrich III. wiederholt werden musste. Bei der Wahl wurden für Heinrich lediglich drei Stimmen abgegeben. 1576 beteiligte sich Heinrich unter Henri von Condé für die französischen Hugenotten in den Religionskriegen. Da sich sein Bruder und die Stände über ihn beklagten, wurde er 1576 von seinem böhmischen Landesherrn abgesetzt, so dass sein bis dahin mitregierender Bruder Friedrich IV. allein die Regentschaft ausübte, während Heinrich XI. seinen Wohnsitz in Haynau nahm. Ab 1580 durfte Heinrich XI. wieder in Liegnitz mitregieren. 
Im Laufe der Zeit wurde Heinrich zunehmend verschwenderisch und vermehrte die vom Vater hinterlassenen Schulden. Er unternahm zahlreiche kostspielige Reisen, u. a. nach Worms, Regensburg, Augsburg, Heidelberg, Mainz, Speyer, Ingolstadt, Nürnberg, Straßburg, Frankfurt am Main, Köln, Leipzig und Prag. 1581 kam es zu einem Konflikt mit Kaiser Rudolf II., da Heinrich beabsichtigte, die Huldigung Rudolfs zu vermeiden, was als Misstrauen gegenüber den Habsburgern gewertet wurde. Zudem wurde ihm die frühere Kandidatur auf den polnischen Thron sowie seine Beziehungen zum polnischen Adel vorgehalten. Rudolf bestellte Heinrich nach Prag ein, wo er sein Verhalten rechtfertigen sollte. Nachdem er sich weigerte, in Prag zu erscheinen, wurden schließlich die schlesischen Stände sowie der Breslauer Bischof Martin von Gerstmann in seiner Eigenschaft als Oberlandeshauptmann von Schlesien angehalten, Heinrich zum Gehorsam zu bewegen. Daraufhin rückte der Bischof mit einem Expeditionsherr gegen Liegnitz. Nach einigen Tagen unterwarf sich Heinrich, indem er den Einzug seines Bruders Friedrich IV. duldete und sich schließlich zum Kaiser nach Prag begab. Dort wurde er auf kaiserliche Anordnung im Prager Schloss gefangen genommen und sein Bruder Friedrich IV. vom Kaiser als Regent eingesetzt. Im Januar 1582 wurde er nach Breslau gebracht und dort weiterhin in Gewahrsam gehalten. 1585 floh er nach Polen, wobei er seine Wächter trunken gemacht haben soll. Vergeblich versuchte er, mit polnischer Hilfe sein Herzogtum zurückzuerobern. Im Dezember 1587 begleitete er den polnischen König Sigismund III. Wasa nach Krakau, wo er nach kurzer Krankheit am 5. März 1588 verstarb. Da er sich bis zuletzt zum Protestantismus bekannte, verweigerte ihm die Krakauer Geistlichkeit ein Begräbnis. Schließlich wurde sein Leichnam in der Krakauer Mariä-Heimsuchung-Basilika der Karmeliten beigesetzt.
Hans von Schweinichen, der ihn auf seinen Reisen begleitete, hat eine Lebensbeschreibung des Herzogs verfasst.